# Krommerijnbrug
De Krommerijnbrug is een vaste brug in de Nederlandse stad Utrecht. 
Ze overspant de Kromme Rijn die eronder uitmondt in de Stadsbuitengracht. Het Ledig Erf gaat op de brug over in de Tolsteegsingel en de Abstederdijk. De brug heeft twee overspanningen en is vormgegeven in steen met balustrades uitgevoerd in ijzer. In haar huidige vorm is ze in 1905 aangelegd op of bij de locatie van een houten voorganger. In die periode zijn meerdere bruggen in de omgeving gebouwd/vernieuwd zoals de Herenbrug. 
Gaandeweg is de Krommerijnbrug aanzienlijk verbouwd; zo verdwenen omstreeks 1999 de smeedijzeren balustrades. Tramlijn 1 liep in de jaren 1930 over de brug. De Krommerijnbrug wordt vandaag de dag fors gebruikt over land door verschillende verkeersdeelnemers in beide richtingen. Over water vindt er nauwelijks scheepvaartverkeer plaats.